# Vouacapoua pallidior
Vouacapoua pallidior är en ärtväxtart som beskrevs av Adolpho Ducke. Vouacapoua pallidior ingår i släktet Vouacapoua och familjen ärtväxter. Inga underarter finns listade i Catalogue of Life.